# Yegane Moghaddam
Yegane Moghaddam (persisch یگانه مقدم) ist eine iranische Filmregisseurin und Animatorin. Für ihren Kurzfilm Our Uniform wurde sie 2024 mit einem Oscar ausgezeichnet.

## Karriere
Moghaddam studierte an der Universität Teheran und begann ihre Karriere als Animatorin 2018 mit dem Kurzfilm Hide & Seek. Im selben Jahr drehte sie den Kurzfilm On the Cover. Ihr größter Erfolg gelang ihr mit dem animierten Kurzfilm Our Uniform über ein iranisches Mädchen, das sich an Schuluniformen aus ihrer Kindheit erinnert. Der Kurzfilm wurde bei über 15 Filmfestivals nominiert und ausgezeichnet. Der Film war die erste iranische Produktion, die bei den Academy Awards in der Kategorie Bester animierter Kurzfilm nominiert wurde und diese schließlich gewann. Außerdem wurde er im Rahmen einer Ausstellung von iranischen Kurzfilmen im Museum Arnhem gezeigt. Nach eigenen Angaben begann sie mit der Arbeit an dem Film nach Ausbruch der Proteste im Iran nach der Ermordung von Jina Mahsa Amini. Außerdem habe sie schon länger einen Film über iranische Schuluniformen machen wollen. Bei dem Film wurde sie von ihren Eltern und ihrem Bruder unterstützt. Ihre Intention war nach eigenen Aussagen, einem ausländischen Publikum zu zeigen, wie es sich anfühle, einen Hidschāb zu tragen, der die Frau von der Außenwelt trennt. Sie bezeichnet Marjane Satrapi und Asghar Farhadi als größte Inspiration für ihre Arbeit.

## Filmografie
- 2018: Hide & Seek (Animatorin)
- 2018: On the Cover (Regie)
- 2023: Our Uniform (Regie)

## Auszeichnungen (Auswahl)
- 2024: Jurypreis des OKO International Ethnographic Film Festival in der Kategorie Bester animierter Kurzfilm für Our Uniform
- 2024: Jurypreis des Festival international du film d'Éducation in der Kategorie Bester animierter Kurzfilm für Our Uniform
- 2024: Aladerri-Award in der Kategorie Bester animierter Kurzfilm für Our Uniform
- 2024: Prima Teen Award des Primanima World Festival of First Animation in der Kategorie Bester animierter Kurzfilm für Our Uniform
- 2024: Jurypreis des Animayo:The International Film Festival of Animation, Visual Effects and Video Games in der Kategorie Bester animierter Kurzfilm für Our Uniform
- 2024: Publikumspreis Fantoche in der Kategorie Bester animierter Kurzfilm für Our Uniform
- 2024: Hauptpreis beim Cinamina in der Kategorie Bester animierter Kurzfilm für Our Uniform
- 2024: Berlin Interfilm Festival in der Kategorie Bester animierter Kurzfilm für Our Uniform
- 2024: Jean-Luc Xiberras Award beim Festival d’Animation Annecy in der Kategorie Bester Debütfilm für Our Uniform
- 2024: Oscar in der Kategorie Bester animierter Kurzfilm für Our Uniform